# Microtus duodecimcostatus
El topillo mediterráneo (Microtus duodecimcostatus) es una especie de roedor miomorfo de la familia Cricetidae.

## Taxonomía
Anteriormente se integraba, junto con otras especies del género Microtus, en el género Pitymys (considerado actualmente como subgénero). Esta distinción se basaba en razones biogeográficas, al haber evolucionado a partir de especies que ocupaban áreas meridionales de Eurasia y Norteamérica, mientras el resto de las especies de Microtus tienen un origen más boreal.

## Características
Es un arvicolino de pequeño tamaño, aunque algo más robusto que el topillo lusitano (Microtus lusitanicus). Tiene hábitos subterráneos, que se hacen patentes, en la reducción de los ojos, las orejas y en la presencia de pelos cortos y flexibles. El pelaje es de un tono pardo amarillento, aunque varía según el área de distribución, es característico de esta especie la aparición en los flancos de una banda ocre muy marcada que hace evidente la separación entre el dorso y el vientre.

## Distribución
Es una especie típicamente ibérica, aunque también aparece en áreas del sureste de Francia. Ocupa la mayor parte de la península, excepto la porción noroccidental, gran parte de la cornisa cantábrica y algunas áreas de los Pirineos orientales. Su distribución y la de Microtus lusitanicus se solapan en una amplia banda desde Zamora hasta el norte de Navarra.

## Hábitat
Es una especie de espacios abiertos y con influencia mediterránea, tanto naturales como agrícolas, condicionado a la existencia de suelos estables, húmedos, fáciles de excavar y con abundante cobertura herbácea. Se localiza desde el nivel del mar hasta los 3.000 metros de altitud en Sierra Nevada.
Aunque no experimenta explosiones demográficas periódicas, puede alcanzar densidades muy altas en condiciones favorables.

## Depredación
Sus hábitos subterráneos constituyen una estrategia defensiva bastante eficaz, aunque es una de las presas más habituales de la lechuza común (Tyto alba), que captura sobre todo ejemplares juveniles y subadultos en dispersión.